# Sud Nivernais Imphy Decize
Sud Nivernais Imphy Decize (SNID) là tên của một câu lạc bộ bóng đá Pháp đến từ phía nam của Nièvre. Huấn luyện viên, Jean-Philippe Panier đang dẫn dắt họ chơi tại CFA2.
Câu lạc bộ được thành lập vào năm 2003 như là một sự hợp nhất giữa Câu lạc bộ thể thao Imphy (thành lập năm 1925) và Hiệp hội thể thao Decizoise (thành lập năm 1932). Câu lạc bộ đáng chú ý với sự phục vụ của Reynald Pedros, người trước đây đã chơi ở Ligue 1, cho các câu lạc bộ như Nantes và Bastia. Các cựu chuyên gia khác từng chơi cho câu lạc bộ vào năm 2006-2007 bao gồm: Xavier Méride (từng chơi cho RC Lens và Toulouse FC) và cầu thủ tấn công người Senegal là Gaston Diamé (cựu cầu thủ Ligue 2 với Stade de Reims).

## Danh hiệu
- Chiến thắng của coupe de la Nièvre 2006,2007
- Nhà vô địch của DH Bourgogne 2004